# فيغاديو
بلدية فيغاديو (بالإسبانية: Vegadeo) هي بلدية تقع في منطقة أستورياس شمال غرب إسبانيا.

## الديموغرافيا
بلغ عدد سكان بلدية فيغاديو 4.160 نسمة عام 2011 (وفقاً للمعهد الوطني للإحصاء الإسباني).
| 5.030 | 4.825 | 4.573 | 4.438 | 4.342 | 4.240 | 4.160 |